# ジローナ県
ジローナ県（カタルーニャ語: Província de Girona: カタルーニャ語発音: [ʒiˈɾonə]）は、スペイン・カタルーニャ州の県。県都はジローナ。スペイン語ではヘローナ県（スペイン語: Provincia de Gerona: [xeˈɾona]）だが、カタルーニャ語表記が公式名である。公用語はカタルーニャ語とスペイン語。

## 地理
スペインの北東端にあり、カタルーニャ州のバルセロナ県とリェイダ県、フランスと接している。東側は地中海に面している。隣接するフランスのピレネー＝オリアンタル県には、ジローナ県の飛地であるリビアが存在する。

### 人口
| ジローナ県の人口推移 1900－2010                         |
|                                                         |
| 出典:INE（スペイン国立統計局）1900年 - 1991年、1996年 - |

## 歴史
1833年スペイン地方行政区分再編ではスペイン全土に49の県が設置された。この際にヘローナ県も設置され、県都はヘローナに定められた。カタルーニャ語名のGirona（ジローナ県/ジローナ）ではなく、スペイン語名のGerona（ヘローナ県/ヘローナ）が正式名称となっている。
1939年から1975年のフランコ独裁体制化を経て、スペインの民主化移行期の1970年代末から1980年代初頭にはスペイン全土に17の自治州が設置された。1979年9月18日にはジローナ県など4県からなるカタルーニャ州が発足した。カタルーニャ語とスペイン語がカタルーニャ州の公用語に定められた。
1992年には県と県都の正式名称が、スペイン語名のGerona（ヘローナ県/ヘローナ）からカタルーニャ語名のGirona（ジローナ県/ジローナ）に変更された。これにともなって、県の2文字表記はGEからGIに変更されている。

## 行政区画
ジローナ県は222のムニシピオ（基礎自治体）からなる。2016年のジローナ県の人口は739,607人。県都ジローナを含むジローナ都市圏の人口は144,709人であり、ジローナ県全体の19.2%を占めている。

### 主な自治体
| 順位 | 基礎自治体                     | 人口 （2010年） | 郡                   |
| ---- | ------------------------------ | --------------- | -------------------- |
| 1    | ジローナ                       | 96,236          | ジロネス             |
| 2    | フィゲラス                     | 44,255          | アルト・アンプルダー |
| 3    | ブラナス                       | 40,010          | セルバ               |
| 4    | リュレッド・ダ・マール         | 39,794          | セルバ               |
| 5    | ウロット                       | 33,589          | ガローチャ           |
| 6    | サルト                         | 30,304          | ジロネス             |
| 7    | パラフルゲイ                   | 22,622          | バッジ・アンプルダー |
| 8    | サン・フェリウ・ダ・ギシュルス | 21,975          | バッジ・アンプルダー |
| 9    | ロザス                         | 20,418          | アルト・アンプルダー |
| 10   | バニョラス                     | 18,780          | プラ・ダ・ラスターニ |

### 郡
ジローナ県には8のコマルカ（郡）がある。
| 郡                   | 中心自治体                       | 自治体数 | 人口 （人） | 面積 （km2） | 人口密度 （人/km2） |
| -------------------- | -------------------------------- | -------- | ----------- | ------------ | ------------------- |
| アルト・アンプルダー | フィゲラス                       | 68       | 140,428     | 1,357.5      | 103.4               |
| バッジ・アンプルダー | ラ・ビスバル・ダンプルダー       | 36       | 133,116     | 701.7        | 189.7               |
| サルダーニャ         | プッチサルダー                   | 17       | 18,783      | 546.7        | 34.4                |
| ガローチャ           | ウロット                         | 21       | 55,597      | 734.6        | 75.7                |
| ジロネス             | ジローナ                         | 27       | 182,916     | 575.6        | 317.8               |
| プラ・ダ・ラスターニ | バニョラス                       | 11       | 31,169      | 262.8        | 118.6               |
| リプリェス           | リポイ                           | 19       | 26,393      | 956.6        | 27.6                |
| セルバ               | サンタ・クローマ・ダ・ファルネス | 26       | 172,280     | 995.0        | 173.1               |
| 計                   |                                  | 221      | 756,810     | 5,909.88     | 127.42              |

出典：コマルカデータはIEC（カタルーニャ統計局）、2011年1月1日時点、県データはINE（スペイン国立統計局）、人口は2011年1月1日、人口密度は2010年1月1日時点

### 司法管轄区

ジローナ県の司法管轄区

県内は9の司法管轄区に分けられる。太字は中心自治体。
1. フィゲーラス司法管轄区[12] - アグリャーナ、アルバニャー、ラルマンテーラ、アビニョネート・ダ・プチバントス、バスカラ、ビウラ、ブアデーリャ・ダンプルダー、ブラサー、カバネーリャス、カバーナス、カダケス、カンタリョップス、カッマニ、カスタリョー・ダンプリアス、システーリャ、クレーラ、ダルニウス、ラスカーラ、アスポーリャ、アル・ファー・ダンプルダー、フィゲーラス、フルティアー、ガリガス、ガリゲーリャ、ラ・ジュンケーラ、リャドー、リャンサー、リェルス、マサネット・ダ・カブラニス、マサラク、ムリェー・ダ・パララーダ、ナバータ、オルディス、パラウ・ダ・サンタ・エウラリア、パラウ＝サバルデーラ、パウ、パドレット・イ・マルザー、パララーダ、ポン・ダ・ムリンス、プントス、アル・ポル・ダ・ラ・セルバ、ポルボウ、ラボース、リウモルス、ローザス、サン・クリメン・サスセーバス、サン・リョレンス・ダ・ラ・ムーガ、サン・ミケル・ダ・フルビアー、サン・モーリ、サン・ペーラ・パスカドー、サンタ・リュガイア・ダルゲーマ、サウス、ラ・セルバ・ダ・マール、シウラーナ、タラーダス、トゥルエーリャ・ダ・フルビアー、ラ・バジョル、バンタリョー、ビラバルトラン、ビラダマート、ビラファン、ビラジュイーガ、ビラマコルム、ビラマーリャ、ビラマニスクラ、ビラナント、ビラ＝サクラ、ビラウール
2. ジローナ司法管轄区[13] - アイグアビーバ、バニョーラス、バスカノー、ブルディルス、カモース、カムリョング、カネット・ダドリ、カサー・ダ・ラ・セルバ、サルラー、サルビアー・ダ・テール、クルナリャー・ダル・テーリ、クラスピアー、アスプナリャー、フラサー、フォントクベルタ、フルネルス・ダ・セルバ、ジローナ、ジュイアー、リャグステーラ、リャンビーリャス、マドラマーニャ、パロル・ダ・ラバルディート、プルケーラス、クアルト、サルト、サント・アンドレウ・サロウ、サン・グラゴーリ、Sant Joan de Mollet、Sant Jordi Desvalls、Sant Julià de Ramis、Sant Martí de Llémena、Sant Martí Vell、Sant Miquel de Campmajor、Sarrià de Ter、Serinyà、Vilablareix、Viladasens、Vilademuls
3. ラ・ビスバル・ダンプルダー司法管轄区[14] - Albons、Begur、Bellcaire d'Empordà、Bisbal d'Empordà (La)、Colomers、Corçà、Cruïlles, Monells i Sant Sadurní de l'Heura、Foixà、Fontanilles、Forallac、Garrigoles、Gualta、Jafre、Mont-ras、Palafrugell、Palamós、Palau-sator、Pals、Parlavà、Pera (La)、Regencós、Rupià、Serra de Daró、Tallada d'Empordà (La)、Torrent、Torroella de Montgrí、Ullà、Ullastret、Ultramort、Vall-llobrega、Verges、Vilopriu
4. リポイ司法管轄区[15] - Campdevànol、Campelles、Camprodon、Gombrèn、Llanars、Llosses (Les)、Molló、Ogassa、Pardines、Planoles、Queralbs、Ribes de Freser、Ripoll、Sant Joan de les Abadesses、Sant Pau de Segúries、Setcases、Toses、Vallfogona de Ripollès、Vidrà、Vilallonga de Ter
5. サンタ・クローマ・ダ・ファルネス司法管轄区[16] - Amer、Anglès、Arbúcies、Breda、Brunyola、Caldes de Malavella、Cellera de Ter (La)、Espinelves、Hostalric、Maçanet de la Selva、Massanes、Osor、Riells i Viabrea、Riudarenes、Riudellots de la Selva、Sant Feliu de Buixalleu、Sant Hilari Sacalm、Sant Julià del Llor i Bonmatí、Santa Coloma de Farners、Sils、Susqueda、Vidreres、Viladrau、Vilobí d'Onyar
6. ウロート司法管轄区[17] - Argelaguer、Besalú、Beuda、Castellfollit de la Roca、Maià de Montcal、Mieres、Montagut、Olot、Planes d'Hostoles (Les)、Preses (Les)、Riudaura、Sales de Llierca、Sant Aniol de Finestres、Sant Feliu de Pallerols、Sant Ferriol、Sant Jaume de Llierca、Sant Joan les Fonts、Santa Pau、Tortellà、Vall de Bianya (La)、Vall d'en Bas (La)
7. ブラーナス司法管轄区[18] - Blanes、Lloret de Mar、Tossa de Mar
8. サン・フェリウ・ダ・ギシュルス司法管轄区[19] - Calonge、Castell-Platja d'Aro、Sant Feliu de Guíxols、Santa Cristina d'Aro
9. プッチサルダー司法管轄区[20] - Alp、Bolvir、Das、Fontanals de Cerdanya、Ger、Guils de Cerdanya、Isòvol、Llívia、Meranges、Puigcerdà、Urús